# Erwin-Schrödinger-Preis
Der Wissenschaftspreis des Stifterverbandes – Erwin-Schrödinger-Preis für herausragende interdisziplinäre Forschung war ein zwischen 1999 und 2021 jährlich verliehener Wissenschaftspreis. Er erinnerte an den österreichischen Physiker Erwin Schrödinger und war zuletzt mit 50.000 Euro dotiert, deren Verwendung den Forschern freigestellt war. Seit 2004 erbrachten Helmholtz-Gemeinschaft und der Stifterverband für die Deutsche Wissenschaft in jährlichem Wechsel das Preisgeld.

## Kriterien
Die ausgezeichneten Arbeiten sollten mindestens teilweise in einem Helmholtz-Zentrum entstanden sein. Deren erfolgreicher Abschluss sollte nicht mehr als fünf Jahre zurückgelegen haben. Preisträger im Sinne der geförderten Interdisziplinarität waren Teams aus (mindestens zwei) Einzelpersonen oder auch Personengruppen.
Zu Vorschlägen berechtigt waren die Mitgliedseinrichtungen der Helmholtz-Gemeinschaft in Gestalt ihrer Vorstände. Mehrere Vorschläge je Zentrum waren zulässig. 
Überreicht wurde die Auszeichnung auf der meist im Herbst stattfindenden Jahrestagung der Hermann-von-Helmholtz-Gemeinschaft.

## Preisträger
- 1999: Gerhard Kraft (GSI), Wolfgang Enghardt (Forschungszentrum Dresden-Rossendorf) und PD Jürgen Debus, DKFZ für „Vorbereitung, Entwicklung und klinische Einführung der Krebstherapie mit Ionenstrahlen“
- 2000: Reinhold Förster (Max-Delbrück-Centrum, MDC), Elisabeth Kremmer (GSF), PD Martin Lipp (MDC) und Eckhard Wolf (Universität München) für „Wegweiser der Immunabwehr“
- 2001: Irene Wagner-Döbler, Wolf-Dieter Deckwer, Kenneth Nigel Timmis (Helmholtz-Zentrum für Infektionsforschung, HZI) für „Mikrobielle Quecksilberentfernung“
- 2002: Jürgen Allgaier, Gerhard Gompper, Dieter Richter (Physiker) (Forschungszentrum Jülich), Thomas Sottmann und Professor Reinhard Strey (Universität Köln) für „Effizienzsteigerung bei der Herstellung von Öl-Wasser-Mischungen“
- 2003: James D. Lechleiter, Patricia Camacho (University of Texas at San Antonio), Martin Falcke (Hahn-Meitner-Institut) für „The dynamics of Ca2+ in living cells“
- 2004: Marcel Mayor, Frank Hennrich, Ralph Krupke und Heiko Weber (FZK) für „Trennung von Nanoröhren unterschiedlichen Typs“
- 2005: Volker Sturm (Universität Köln) und Peter Alexander Tass (Forschungszentrum Jülich) für „Development of novel therapeutic brain stimulation techniques with methods from statistical physics and nonlinear dynamics“
- 2006: Ursel Fantz, Hans-Dieter Falter, Peter Franzen, Werner Kraus und Eckehart Speth, (Max-Planck-Institut für Plasmaphysik) für „Die Entwicklung einer neuartigen Heizung für den Fusionstestreaktor ITER“
- 2007: Burkhard Hense, Christina Kuttler, Michael Rothballer, Anton Hartmann (GSF – Forschungszentrum für Umwelt und Gesundheit), Johannes Müller (GSF und TU München) und Jan-Ulrich Kreft (Universität Bonn) für „Opinion: Does efficiency sensing unify diffusion and quorum sensing?“
- 2008: Erich Wanker (Max-Delbrück-Centrum für Molekulare Medizin, MDC), Ulrich Stelzl (Max-Planck-Institut für Molekulare Genetik), Christian Hänig, Gautam Chaurasia (Humboldt-Universität zu Berlin) und Matthias Futschik (Charité) für „Netzwerk der Protein-Protein-Wechselwirkungen im menschlichen Organismus“
- 2009: Martin Bram, Hans-Peter Buchkremer und Detlev Stöver (Forschungszentrum Jülich) und Thomas Imwinkelried (Synthes) für „Entwicklung eines innovativen Werkstoffs für Wirbelsäulenimplantate“
- 2010: Hauke Harms, Mona Wells (Helmholtz-Zentrum für Umweltforschung - UFZ) und Jan Roelof van der Meer (Universität Lausanne) für „Bioreporter bacteria – easy analysis of arsenic and other environmental pollutants“
- 2011: Vasilis Ntziachristos (Helmholtz Zentrum München, TU München) und Gooitzen Michell van Dam (University Medical Center Groningen) für „Entwicklung eines molekularen Bildgebungsverfahrens für Tumorzellen in Echtzeit“
- 2012: Patrick van der Smagt (Deutsches Zentrum für Luft- und Raumfahrt, DLR) und John P. Donoghue (Brown University) „Entwicklung eines gedankengesteuerten Roboter-Arms“
- 2013: Klaus Butterbach-Bahl, Xunhua Zheng, Nicolas Brüggemann, Michael Dannenmann, Benjamin Wolf für „Viehhaltung in Steppen- und Präriegebieten senkt die Lachgas-Emissionen.“
- 2014: Matthias Tschöp, Richard DiMarchi, Kerstin Stemmer, Brian Finan für Kombination von GLP-1 und GIP
- 2015: Martin Brechtelsbauer, Stefan Frick, Christian Fuchs, Dirk Giggenbach, Joachim Horwarth, Florian Moll, Sebastian Nauerth, Bernd Oeste, Markus Rau, Harald Weinfurter für Quantenkryptographie
- 2016: Martin Bastmeyer, Christopher Barner-Kowollik, Martin Wegener für Nanotechnologie in der Zellkultur
- 2017: Fabian Theis, Timm Schroeder, Carsten Marr, Laleh Haghverdi für Vorhersage-Algorithmen zur Zellentwicklung
- 2018: Matthias Eder, Michael Eisenhut, Uwe Haberkorn, Klaus Kopka für „Prostatakrebs besser erkennen und therapieren“
- 2019: Alexander Colsmann, Michael J. Hoffmann, Susanne Wagner, Holger Röhm, Tobias Leonhard, Alexander D. Schultz für „Sonnenlicht effizienter in Strom verwandeln“
- 2020: Michael Sattler, Ralf Erdmann, Grzegorz Popowicz, Vishal Kalel, Maciej Dawidowski für „neuer Therapieansatz für Parasitenkrankheiten“
- 2021: Dmitry Budker, James Eills, John Blanchard, Danila Barskiy, Kerstin Münnemann, Francesca Reineri, Eleonora Cavallari, Silvio Aime, Gerd Buntkowsky, Stephan Knecht, Malcolm H. Levitt, Laurynas Dagys für „die Erzeugung eines neu entwickelten und verbesserten Kontrastmittels für die Magnetresonanztomographie (MRT) mit Wasserstoffgas“